# 第一狂戰士：卡贊
《第一狂戰士：卡贊》是改編自《地下城与勇士》、韓國開發商Neople開發的魂系動作角色扮演電子遊戲，於2025年3月27日推出。在本作中，玩家扮演的角色為《地下城与勇士》中的佩魯斯帝國大將軍卡贊。

## 游戏玩法
本作試玩版中，攻擊手段有分為輕、重兩種攻擊，以及應對敵方攻擊時的格擋與迴避。格擋在本作中具有多種應用於不同時機的方式，比如紅光的完美防禦、消耗較低體力的遠距離攻擊格擋等。本作試玩版在探索地圖方面是全程沒有地圖和任何引導。除此之外，本作還有不同種類的武器、技能樹等自由的戰鬥風格。

## 宣發與發行
本作首次公佈於2018年的《地下城与勇士》嘉年華，未定名前的名字為《Project BBQ》，後來改名為《Project AK》，最後在2023年的游戏大奖上定名為《第一狂戰士：卡贊》。
本作試玩版預定於2025年1月17日推出，同年3月27日於Microsoft Windows、PlayStation 5和Xbox Series X/S平台發售。

## 外部連結
- 官方网站